# Guy Louis de Durfort, vévoda de Lorges
Guy Louis de Durfort, vévoda de Lorges (francouzsky Guy-Louis de Durfort, duc de Lorges, chevalier de Lorges) (18. února 1714 – 10. prosince 1775 Paříž) byl francouzský šlechtic a vojevůdce 18. století. Od mládí sloužil v armádě a zúčastnil se dynastických válek. V roce 1748 dosáhl hodnosti generálporučíka a v roce 1759 získal titul vévody.

## Životopis
Pocházel ze starého šlechtického rodu Durfortů, byl mladším synem Guy Nicolase de Durfort, vévody de Quintin a Lorges (1683–1758), matka Elisabeth Genéviève Chamillart (1685–1714) byla dcerou ministra války Michela Chamillarta. Jako mladší syn užíval v mládí titul rytíř (chevalier) de Lorges a v roce 1727 nastoupil vojenskou službu u jezdeckého pluku de Lorges pod velením staršího bratra Guy Michela. Spolu s bratrem se také zúčastnil války o polské dědictví, nejprve v Itálii (1733), poté při obléhání Philippsburgu (1734) a následně při tažení na Rýně (1735). Mezitím dosáhl hodnosti podplukovníka (1734).
Za války o rakouské dědictví bojoval pod maršálem Noaillesem ve Flandrech a v roce 1743 byl povýšen do hodnosti brigádního generála. Dalšího tažení se zúčastnil v Německu a bojoval v bitvě u Dettingenu (1743). V roce 1744 se přesunul znovu do Flander, kde byl dočasně vrchním velitelem osobně král Ludvík XV. a pod ním bojoval v bitvě u Fontenoy (1745). V roce 1745 získal hodnost generálmajora (maréchal de camp) a nadále se zúčastnil bojů ve Flandrech. Na konci války byl povýšen do hodnosti generálporučíka (Lieutenant-Général des Armées du Roi) (1748).
V dalších letech byl znovu pod velením svého staršího bratra velitelem vojenského tábora v Graye (1753–1754). Na začátku sedmileté války byl pověřen velením armádního sboru a s maršálem d'Estrées měl podíl na vítězství u Hastenbecku (1757). Pod velením knížete ze Soubise a prince Clermonta se poté zúčastnil prohraných bitev u Rossbachu (1757) a Krefeldu (1758). V roce 1759 byl dočasně zastupujícím guvernérem a velitelem v oblasti Guyenne za nepřítomného maršála de Richelieu.
V roce 1759 získal titul vévody de Lorges.

## Rodina
V roce 1737 se oženil s Marií Marguerite Butault de Marsan (1718–1788), která pocházela z tzv. úřednické šlechty (noblesse de robe) a byla dcerou parlamentního rady v Bretani Jacquese Josepha Butaulta de Marsan (1682–1728). Marie Marguerite byla známá jako comtesse de Lorges a byla palácovou dámou manželek dauphina Ludvíka, Marie Terezie a Marie Josefy Saské. Z manželství se narodily čtyři děti, oba synové však zemřeli v dětském věku. Titul vévody de Lorges byl poté znovu udělen jednomu ze zeťů, který taktéž pocházel z rodu Durfort.
- 1. Guyonne Marguerite de Durfort-Lorges (1739–1806), palácová dáma Marie Antoinetty, ∞ 1754 Renaud César de Choiseul, vévoda de Praslin (1735–1791), generálmajor, vyslanec v Neapoli, poslanec Generálních stavů 1789[4]
- 2. Guy Augustin de Durfort-Lorges (1740–1754)
- 3. Adélaide Philippine de Durfort-Lorges (1744–1819), dvorní dáma hraběnky d'Artois, ∞ 1762 Jean Laurent de Durfort-Civrac, vévoda de Lorges (1746–1826), generálporučík, francouzský pair 1814
- 4. Guy Michel de Durfort-Lorges (1751–1753)